# King’s House
King’s House war ein Schloss in Winchester in der englischen Grafschaft Hampshire. Winchester war in angelsächsischer Zeit die Hauptstadt von Wessex und England, verlor aber nach der normannischen Eroberung Englands an Bedeutung.
Sir Christopher Wren entwarf das Schloss für König Karl II. im Stil des Schlosses Versailles, nur etwas kleiner. 1683 wurde es auf dem Gelände von Winchester Castle errichtet. Es sollte einen wundervollen Blick auf die Stadt und Gärten und Wege bis zur Kathedrale hinunter bekommen.
Das Schloss wurde zwar im Rohbau fertiggestellt, aber dann ging das Geld aus und das Projekt wurde später eingestellt. 1894 geriet das unfertige Gebäude in Brand und wurde vernichtet. Säulen und Teile des dekorativen Mauerwerks wurden beim Bau der Peninsula Barracks verwendet, die 1900 an Stelle des abgebrannten Rohbaus errichtet wurden. Heute sind dort die Winchester’s Military Museums untergebracht.